# 646

## Догађаји
- Византијско-арапски ратови: Александрију су поново заузели муслимански Арапи, након што је византијски покушај (види 645) да поврати Египат пропао, чиме је окончана скоро 1.000 година владавине грчко-римских држава над градом.
- Григорије Патриције, византијски егзарх Африке, почиње побуну против Констанса II, и проглашава се за цара; побуна наилази на широку подршку у народу.
- Калиф Осман ибн Афан оснива град Џеду (Саудијска Арабија) на обали Црвеног мора. Оснива луку за муслиманске ходочаснике који врше обавезни хаџилук у Меку.
- Битка код Никијуа: Рашидунска војска (15.000 људи) под Амром ибн ал-Асом побеђује мању византијску силу, у близини утврђеног града Никију (Египат).
- Амр ибн ал-'Ас гради утврђења у Александрији и у близини насељава јак гарнизон, који се два пута годишње ослобађа из Горњег Египта.
- Лето – Цар Таизонг из династије Танг уништава државу Ксуеиантуо, током кампање против Ксуеиантуоа (Централна Азија).
- Цар Котоку доноси декрет о политици изградње гробница. Он укида старе обичаје жртвовања људи у част мртваца и забрањује непромишљене ритуале очишћења. Велика реформска уредба мења политички поредак Јапана. То ће довести до успостављања централизоване владе са Котокуом који ће владати из своје палате, палате Нанива Нагара-Тоиосаки, у Осаки.
- Сјуенцанг завршава своју књигу Велики Танг записи о западним регионима, која касније постаје један од примарних извора за проучавање средњовековне Централне Азије и Индије.